# Josep Pellicer i Pagès
Josep Pellicer i Pagès   (Barcelona, 8 de desembre de 1843 - Mataró, 26 de maig de 1903) fou un escriptor i historiador català.

## Biografia
Estudià a la seva ciutat natal i en diversos col·legis de la Companyia de Jesús d'Espanya i de l'estranger i es llicencià més tard a les facultats de Dret, Ciències i Filosofia i Lletres. Va ingressar al Cos Facultatiu d'Arxivers, Bibliotecaris i Arqueòlegs. Es dedicà a estudis de lexicografia i lingüística, donat que posseïa profunds coneixements de sànscrit, hebreu, llatí, àrab, anglès, francès, alemany i italià.
El 1865 fou un dels fundadors del Col·legi Sant Narcís, de Girona, i el 1867 ingressà com a professor del Col·legi Valldemia, de Mataró, en el qual continuà prestant els seus serveis en qualitat de director literari quan aquest establiment esdevingué propietat dels germans Maristes.
La seva anomenada com a arqueòleg fou de les millors fonamentades de Catalunya; pot afirmar-se de Pellicer i Pagès que pocs homes han treballat amb tant d'ardor, constància i perícia per salvar les restes de l'antiga grandesa monumental i històrica de Catalunya. Des de 1895 es dedicà a recollir objectes d'art prehistòric, amb els quals formà una col·lecció que es conserva en el Museu Arqueològic de Girona.
El 1876 fou un dels ponents que redactaren l'informe sobre el cèlebre mosaic anomenat de Bell-lloc. En la Comissió de monuments històrics de la seva província treballà sempre amb gran zel, que es manifestà més especialment en els seus treballs d'erudició, investigació i conservació de la basílica de Santa Maria de Ripoll.
En la interpretació de la portada d'aquest monestir, nomenat l'arc del triomf del cristianisme a Catalunya, Pellicer i Pagès concentrà la seva ciència i esforços. Les investigacions directes que portà a fi sobre les seves ruïnes li permeteren fixar les sepultures dels comtes catalans i reis aragonesos allí sepultats, declarar l'autenticitat de la tomba de Guifré el Pilós i concretar la troballa de la doble tomba que contenia les restes del seu fill Radulf de Barcelona.
La Real Academia de Bellas Artes de Madrid nomenà Pellicer i Pagès el seu representant especial en aquell monument, i aquest assolí, no tan sols salvar aquelles ruïnes venerables, sinó que fou el propulsor, amb les seves obres i treballs, de la restauració que va concloure el 1894, encarregada pel bisbe Josep Morgades i Gili. Les seves investigacions i treballs envers l'antiga Iluro (l'actual Mataró) han merescut també la consideració dels entesos i erudits.
Fundà el Col·legi de Santa Maria de Ripoll i el primer diari imprès en l'alta muntanya catalana, amb el títol d'El Ripollès 1880. Va escriure un volum de poesies catalanes, que no arribà a veure la llum pública; algunes, això no obstant, es publicaren en El Eco de la Montaña, de Vic. Traduí en vers al català, a partir d'un original en grec, Les Siracusanes de Teòcrit de Siracusa, publicades per La Renaixensa, a Barcelona, el 1874.

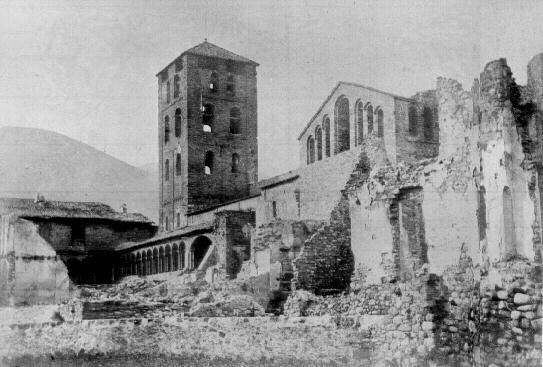
El monestir de Ripoll el 1835 després dels atacs anticlericals.

## Obres
Va escriure i publicar, a més, les obres següents:
- Els sis dies de la creació (Mataró, 1869)
- Hero i Leandre, de Museu (Barcelona, 1869)
- El Monestir de Ripoll (Girona, 1872)
- Influència dels estudis estètics en l'educació de la joventut (Girona, 1872)
- Breu ressenya del resultat de la visita a Santa Maria de Ripoll (Girona, 1875)
- L'excel·lència dels ideals bonics (Mataró, 1876)
- Santa Maria de Ripoll, ressenya històrica d'aquest Real Santuari (Girona, 1878)
- La Crema de Ripoll, vera narració (Barcelona, 1880)
- Mataró, sintesi historial (Mataró 1881)
- Història de Mataró, articles de la polèmica critico-històrica sostinguda amb F. Carreras i Candi en el setmanari de Mataró el 1886
- Reials privilegis de Mataró (Mataró, 1887)
- Estudis històric-arqueològics sobre Iluro, antiga ciutat de l'Espanya tarragonina, regió Laietana (Mataró, 1887)
- Santa Maria del Monestir de Ripoll, nobilissim origen i gloriosos records d'aquest cèlebre santuari, fins al mil·lenari de la seva primera dedicació (Mataró, 1888)
- Vida de Josep Benet Marcel·li de Champagnat (Mataró, 1890)
- Història d'una mare (Barcelona, 1892)